# Chloroclysta primaria
Chloroclysta primaria är en fjärilsart som beskrevs av Otto Staudinger 1929. Chloroclysta primaria ingår i släktet Chloroclysta och familjen mätare. Inga underarter finns listade i Catalogue of Life.